# Robert de Beaumont, II conde de Leicester
Robert de Beaumont, II conde de Leicester (1104-5 de abril de 1168) fue justiciar de Inglaterra de 1155-1168.
El apellido "De Beaumont" se lo dieron los genealogistas, pues sus contemporáneos solo se referían a él como "Robert hijo del conde Robert". Henry Knighton, un cronista del siglo XIV le menciona como Robert "Le Bossu" ("Robert el Jorobado" en francés). El manuscrito Genealogías de los nobles de Lecestre y Chester afirma que fue «apellidado Boissu», y se refiere a él como Robert Boissu, Robert Beamond y Robert Beaumonde.

## Biografía

### Educación y primeros años
Robert fue un noble inglés de ascendencia franco-normanda. Robert y su hermano Waleran, nacido el mismo día, pasaron a formar parte de la casa real poco después de la muerte de su padre en junio de 1118, con Robert heredando los segundos títulos de su padre de conde de Leicester. Sus tierras a ambos lados del Canal fueron confiadas a un grupo de guardianes, encabezados por su padrastro, William, conde de Warenne o Surrey. 
Ambos hermanos eran cultos. En 1119, por incitación del rey Enrique I, lo acompañaron a Normandía para reunirse con el papa Calixto II y debatir sobre filosofía con los cardenales. La abadía de Abingdon posteriormente afirmó haber sido la escuela de Robert; algo que no es del todo fiable, pero es posible. Un tratado sobre astronomía (British Library, ms Royal E xxv) lleva la dedicatoria «al conde Robert de Leicester, ese hombre de mundo y profundo conocimiento, muy logrado en temas legales», que sólo podría ser este Robert. A su muerte dejó su propio salterio a la abadía que había fundado en Leicester, que aun permanecía en su biblioteca a finales del siglo XV. Su existencia indica que, al igual que otros muchos nobles de su época, Robert seguía las horas canónicas en su capilla.

### Carrera en la corte Normanda
En 1120 Robert fue declarado mayor de edad y heredó la mayor parte de las tierras de su padre en Inglaterra, mientras su hermano gemelo recibió los territorios franceses. Sin embargo, en 1121 el favor real entregó a Robert los importantes honores normandos de Breteuil y Pacy-sur-Eure, por su matrimonio con Amice de Gael, hija de un bretón intruso que el rey había forzado en su honor tras el embargo de las propiedades de la familia Breteuil en 1119. Robert empleó gran parte de su tiempo y sus recursos durante los siguientes diez años en dominar e integrar a todos los problemáticos e independientes barones de Breteuil dentro de sus nuevos territorios. No se unió a su hermano en las revueltas contra el rey Enrique I en 1123-24. Aparece irregularmente en la corte real pese a la prisión de su hermano hasta 1129, año tras el cual ambos hermanos frecuentaron la corte de Enrique I.
Robert gobernó tierras a lo largo y ancho del país. En los años 1120 y 1130 intentó reorganizar sus propiedades en Leicestershire. Las propiedades de la Diócesis de Lincoln y del conde de Chester fueron tomadas por la fuerza, lo que aumentó la cohesión del bloque de propiedades de Robert en las tierras centrales, bordeadas por Nuneaton, Loughborough, Melton Mowbray y Market Harborough.
En 1135, los gemelos estuvieron presentes en el lecho de muerte del rey Enrique. Desconocemos qué hizo Robert tras la muerte del monarca, pero sabemos que apoyó la decisión de su hermano de unirse a la corte del nuevo rey Esteban antes de la Pascua de 1136. Durante los dos primeros años de reinado, Robert permaneció en Normandía luchando contra otros nobles que le disputaban su honor de Breteuil. De uno de ellos tomó el castillo de Pont St-Pierre y lo añadió a sus propiedades normandas en junio de 1136. Desde finales de 1137 Robert y su hermano estuvieron cada vez más implicados en la política interior de Esteban, donde Waleran aseguró una influencia que duraría hasta comienzos de 1141. Robert participó en el golpe político de su hermano contra el justiciar real, Roger de Salisbury, obispo de Salisbury.

### Guerra civil en Inglaterra
El estallido de la guerra civil en Inglaterra en septiembre de 1139 enfrentó a Robert con Roberto de Gloucester, hijo bastardo de Enrique I y principal patrocinador de la emperatriz Matilda. Su puerto de Wareham y sus propiedades en Dorset fueron capturados por Gloucester en la primera campaña de la guerra. En aquella campaña el rey otorgó a Robert la ciudad y el castillo de Hereford para establecer al conde como su lugarteniente en Herefordshire, que se había levantado contra el rey. Es discutido por los estudiosos si esto fue la concesión de un segundo condado a Robert. Probablemente a finales de 1139, Robert refundó la iglesia colegial de su padre de Santa María de Castro en Leicester como una gran abadía agustiniana en los campos del exterior de la puerta norte de la ciudad, anexando la considerable dotación financiera del colegio a la abadía.
La batalla de Lincoln el 2 de febrero de 1141 vio la captura y encarcelamiento del rey Esteban. A pesar de que Waleran continuó en el bando realista hasta el verano, finalmente se rindió ante la emperatriz y regresó a Normandía para firmar la paz con el marido de esta, Godofredo de Anjou. Robert llevaba en Normandía desde 1140 intentando detener la invasión angevina y negoció los términos de la rendición de su hermano. Abandonó Normandía poco después y sus territorios fueron confiscados y entregadas a los seguidores normandos de la emperatriz. Robert mantuvo sus propiedades en Inglaterra durante el resto del reinado de Esteban. Pese a ser un seguidor nominal del rey, parece que hubo poco contacto entre él y Esteban, quien confirmó la fundación de la abadía de Leicester hasta 1153. 
La actividad principal de Robert entre 1141 y 1149 fue su guerra privada con Ranulf II, conde de Chester. Aunque los detalles son oscuros parece bastante claro que sostuvieron una persistente guerra que finalmente le permitió asegurar el control del norte de Leicestershire y el estratégico castillo de Mountsorrel en Chester. Cuando Robert de Gloucester murió en 1147, Robert de Leicester encabezó el movimiento de los mayores condes de Inglaterra para negociar tratados privados para establecer la paz en sus territorios, un proceso acelerado por la marcha de la emperatriz a Normandía, y completado en 1149. Durante esta época, el conde también gobernó el condado de Worcester en representación de su hermano, y en 1151 intervino para frustrar los intentos del rey de capturar la ciudad.

### Justiciar y últimos años
La llegada a Inglaterra del duque Enrique, hijo de la emperatriz Matilda, en enero de 1153, fue una gran oportunidad para Robert, quien probablemente se hallaba en negociaciones con él. El conde logró un acuerdo en mayo de 1153, cuando el duque le restauró las propiedades normandas, por el cual se uniría a su bando. El duque celebró su corte de Pentecostés en Leicester en junio de 1153, y junto al conde pasaron mucho tiempo juntos hasta la firma de la paz entre el duque y el rey en Winchester en noviembre de 1153. Robert se fue con Enrique a Normandía en enero de 1154, donde recuperó sus castillos y honores. Como parte del acuerdo, su reclamo de volverse senescal principal de Inglaterra y Normandía fue reconocido por Enrique.
Robert inició su carrera como justiciar principal de Inglaterra probablemente apenas Enrique subió al trono como Enrique II en octubre de 1154. El cargo le otorgaba la supervisión de la administración y los procesos legales en Inglaterra, así estuviera el rey presente o no. Aparece con ese cargo en numerosos actos administrativos, y tuvo como auxiliar en el desempeño de sus funciones a Richard de Luci, otro antiguo servidor del rey Esteban. El conde ocupó el cargo durante casi catorce años, hasta su muerte, y se ganó el respeto de la emergente burocracia angevina en Inglaterra. Su opinión era citada por clérigos y sus conocimientos eran muy apreciados.
Murió el 5 de abril de 1168, probablemente en su castillo de Brackley, en Northamptonshire, ya que sus entrañas fueron enterradas en el hospital de esa ciudad. Fue recibido como canónigo de Leicester en su lecho de muerte, y enterrado al norte del altar mayor de la abadía que había fundado y construido. Dejó un testamento escrito del que su hijo, el tercer conde fue el ejecutor, según una referencia de 1174.

## Fundaciones religiosas
Robert fundó y patrocinó numerosos establecimientos religiosos. Fundó las abadías de Leicester y Garendon en Leicestershire, el priorato de Nuneaton de Fontevraldine, en Warwickshire; la abadía de Luffield en Buckinghamshire, y el hospital de Brackley en Northamptonshire. Refundó la colegiata de Santa María de Castro, en Leicester, como dependencia de la abadía de Leicester alrededor de 1164, después de suprimirla en 1139. Alrededor de ese mismo año refundó la colegiata de Wareham como un priorato de su abadía de Lyre, en Normandía.
Sus principales fundaciones normandas fueron el priorato de Le Désert en el bosque de Breteuil y un importante hospital en la localidad del mismo lugar. Fue un generoso benefactor de la abadía benedictina de Lyre, la casa monástica más antigua del honor de Breteuil. Concedió tierras en Old Dalby, Leicestershire, a los Caballeros Hospitalarios que lo utilizaron para fundar el Preceptorio de Dalby.
En torno a 1150, entregó a un clérigo llamado Salomón, un acre de tierra en Brackley donde construir una casa para dar cobijo a los pobres, junto con una capilla libre y un cementerio.

## Familia
Era hijo de Robert de Beaumont, conde de Meulan y Leicester, e Isabel de Vermandois, y hermano de Waleran de Beaumont, nacido el mismo día. Se desconoce si eran gemelos o mellizos, pero el hecho de que este rasgo fuera destacado por las fuentes contemporáneas indica que posiblemente fueran gemelos idénticos.
Se casó después de 1120 con Amice de Montfort, hija de Raúl II de Montfort, a su vez hijo de Raúl de Guader, conde de Anglia Oriental. Ambas familias habían perdido sus herencias inglesas después de la rebelión de 1075. Tuvieron cuatro hijos:
1. Hawise de Beaumont, esposa de William Fitz Robert, II conde de Gloucester, con quien tuvo descendencia.
2. Robert de Beaumont, III conde de Leicester, casado con Petronilla de Grandmesnil, con descendencia.
3. Isabel, casada con Simon de St. Liz, conde de Huntingdon, con descendencia.
4. Margaret, esposa de Ralph IV de Toeni, con quien tuvo una hija que tuvo descendencia.